# Gábor György (író)
Gábor György (1905-ig: Lederer György) (Budapest, 1902. március 6. – Budapest, 1973. augusztus 2.) magyar újságíró, író, esztéta, műfordító, tanár.

## Életpályája
Milánóban műegyetemen tanult. 1924–1925 között a drezdai operaház segédrendezője volt. Irodalomtörténeti, romanisztikai tanulmányait a firenzei, heidelbergi, berlini és párizsi egyetemen végezte el. 1925–1940 között édesapja Munkácsi utcai fiú-nevelőintézetének tanára, az intézet igazgatóhelyettese volt. 1928-ban Berlinben doktorált. 1945 után a háború és az üldözések következtében elhagyottá vált gyermekek gondozására Fóton, a volt Károlyi-kastélyban gyermekotthont alapított. 1950-től német, francia, olasz, angol, spanyol nyelvről fordított. 1957–1973 között a Nagyvilág olasz-spanyol rovatvezetője volt.

### Munkássága
Esztétikai és dramaturgiai tanulmányai, kritikái a Pester Lloydban és az Erdélyi Helikonban jelentek meg. Sajtó alá rendezte Csehov, Dreiser, E. E. Kisch, Maltz műveit. Munkássága leginkább a kortárs olasz irodalom fordítására és ismertetésére összpontosult. Válogatta és szerkesztette Heltai Jenő és Komját Aladár írásait. Több kiadásban megjelent az általa szerkesztett és fordított francia aforizmagyűjtemény. Utolsó műve egy művelődéstörténeti antológia összeállítása volt.

## Családja
Szülei Gábor Ignác (1868–1945) irodalomtörténész, műfordító és Raiss Izabella Lucia (1880–1944) műfordító, pedagógus. Testvérei Gábor Marianne (1917–2014) festőművész és Gábor Judit (1915–1986). Felesége Gách Marianne, házasságot kötöttek 1945-ben Budapesten.
Sírja a Farkasréti temetőben található.

## Művei
- Die Misanthropie Chamforts (Berlin, 1928)
- Gondolatok könyve. Az aforizma francia rnesterei (Budapest, 1958)
- Ingrès hegedűje (művelődéstörténeti adalékok és antológia, Budapest, 1972)

## Műfordításai
- Embertelen világ. 14 amerikai elbeszélés (1950)
- Michael Gold: Kivándorlók (regény, 1950)
- Alexander Saxton: A nagy vasút (regény, 1950)
- Theodore Dreiser: A dollár uralma alatt (regény, rövid kiadás, 1951)
- Albert Maltz: Több mint az élet (regény, rövid kiadás, 1951)
- W. G. Burchett: Épül az új Kína (1952)
- L. Lombardo-Radice-G. Carbone: Antonio Gramsci élete (1952)
- S.-R.-Nicolas Chamfort: Aforizmák (1960)
- Fritz Busch: Egy muzsikus élete (regényes önéletrajz, 1963)
- Giuseppe Tomasi di Lampedusa: Lighea (elbeszélés, 1967)
- Antonio Gramsci: Levelek a börtönből (Zsámboki Zoltánnal, 1974)
- Joseph Conrad-Arthur Koestler-Václav Cerny: Folytatásos önéletrajz (Bojtár Péterrel, V. Detre Zsuzsával, 1994)

## Díjai, elismerései
- A Munka Érdemrend ezüst fokozata (1964)
- Premio Calabria díj (1973)